# Муск-Джами
Муск-Джами, также Мюск-Джами — сильно руинированная крымскотатарская мечеть, которая была построена во времена правления Узбек-хана в первой половине XIV века. Расположена в городе Старый Крым.

## История
Руины мечети сохранились до наших дней. Останки образуют параллелограмм, свод над которым поддерживался столбами по три с каждой стороны. Вокруг мечети ещё в 60-х годах XIX века были заметны остатки арабесок, местами с позолотой. Над входом была надпись, которая прославляла Аллаха, а также гласила, что мечеть построена во времена правления Узбек-хана:

Да будет благодарение Всевышнему за руководство на путь истины и милость Божия на Мухаммаде и его преемниках. Строитель сей мечети, в дни царствования великого хана Мухаммада-Узбека (да будет владычество его вечно), смиренный раб, нуждающийся в милости Божьей, Абдул-Гази-Юзуф, сын Ибрагима Узбекова, 714 гиджры [1314 год].

Рядом с Муск-Джами находилась медресе, в котором изучали Коран и арабский язык.
Название Мюск-Джами переводится как «мускусная мечеть». Есть три основные версии легенды о постройке мечети, которые едины в одном — мускус был добавлен в раствор при строительстве храма, что демонстрировало значительное богатство хозяина мечети. Согласно поверью, после дождя можно почувствовать благородный аромат, исходящий от стен мечети Мюск-Джами.
Руины мечети включены в реестр памятников архитектуры согласно Приказу Министерства культуры Украины от 22.11.2012 № 1364.